# Barstar
Barstar je mali protein koji sintetiše bakterija Bacillus amyloliquefaciens. Njegova funkcija je da inhibira ribonukleaznu aktivnost svog vezujućeg partnera barnaze, sa kojom formira izuzetno čvrst kompleks unutar ćelije dok se barnaza ne izluči. Izražavanje barstara je neophodno da bi se poništilo letalno dejstvo izražene aktivne barnaze. Struktura barnaze u kompleksu sa barstarom je poznata.